# Picumnus squamulatus
Picumnus squamulatus là một loài chim trong họ Picidae.
Picumnus squamulatus  được tìm thấy ở Colombia và Venezuela.
Môi trường sống tự nhiên của chúng là rừng ẩm vùng đất thấp nhiệt đới hoặc cận nhiệt đới, rừng ẩm vùng đất thấp nhiệt đới hoặc cận nhiệt đới.